# Makwanpur
Der Distrikt Makwanpur (Nepali मकवानपुर जिल्ला Makwānpur Jillā) ist einer von 77 Distrikten Nepals.
Der Makwanpur-Distrikt liegt im Inneren Terai in der Verwaltungszone Narayani südlich von Kathmandu. Im Jahre 2001 hatte es 392.604 Einwohner, 2011 waren es 420.477.

## Verwaltungsgliederung
Im Distrikt Makwanpur liegen folgende Städte:
- Hetauda
- Thaha

Im Distrikt Makwanpur liegen folgende Village Development Committees (VDCs):
- Agara
- Ambhanjyang
- Betini
- Bhaise
- Bharta Pundyadevi
- Bhimphedi
- Budhichaur
- Chhatiwan
- Chitlang
- Dandakharka
- Dhimal
- Gogane
- Handikhola
- Ipa Panchakanya
- Kalikatar
- Kankada
- Khairang
- Kogate
- Kulekhani
- Makwanpurgadhi
- Manahari
- Manthali
- Markhu
- Marta Punchedevi
- Namtar
- Nibuwatar
- Phakhel
- Phaparbadi
- Raigaun
- Raksirang
- Sarikhet Palase
- Shikharpur
- Sisneri Mahadevsthan
- Sripur Chhatiwan
- Sukaura
- Thingan
- Tistung Deurali